# Thuyền rồng tại Đại hội Thể thao châu Á
Thuyền rồng là môn thể thao thi đấu của Đại hội Thể thao châu Á vào các năm 2010, 2018 và 2022.

## Kỳ đại hội
| Kỳ đại hội | Năm  | Thành phố chủ nhà            | Quốc gia có thành tích tốt nhất |
| ---------- | ---- | ---------------------------- | ------------------------------- |
| XVI        | 2010 | Quảng Châu, Trung Quốc       | Indonesia                       |
| XVIII      | 2018 | Jakarta–Palembang, Indonesia | Trung Quốc                      |
| XIX        | 2022 | Hàng Châu, Trung Quốc        | Trung Quốc                      |

## Nội dung thi đấu
| Nội dung   | 10 | 18 | 22 | Năm |
| ---------- | -- | -- | -- | --- |
|            |    |    |    |     |
| Nam 200 m  |    | X  | X  | 2   |
| Nam 250 m  | X  |    |    | 1   |
| Nam 500 m  | X  | X  | X  | 3   |
| Nam 1000 m | X  | X  | X  | 3   |
| Nữ 200 m   |    | X  | X  | 2   |
| Nữ 250 m   | X  |    |    | 1   |
| Nữ 500 m   | X  | X  | X  | 3   |
| Nữ 1000 m  | X  |    | X  | 2   |
|            |    |    |    |     |
| Tổng cộng  | 6  | 5  | 6  |     |

## Bảng tổng sắp huy chương
| Hạng               | Đoàn                    | Vàng | Bạc | Đồng | Tổng số |
| ------------------ | ----------------------- | ---- | --- | ---- | ------- |
| 1                  | Trung Quốc (CHN)        | 10   | 3   | 2    | 15      |
| 2                  | Indonesia (INA)         | 4    | 9   | 2    | 15      |
| 3                  | Đài Bắc Trung Hoa (TPE) | 2    | 1   | 0    | 3       |
| 4                  | Triều Tiên (COR)        | 1    | 0   | 2    | 3       |
| 5                  | Myanmar (MYA)           | 0    | 3   | 2    | 5       |
| 6                  | Thái Lan (THA)          | 0    | 1   | 7    | 8       |
| 7                  | Hàn Quốc (KOR)          | 0    | 0   | 2    | 2       |
| Tổng số (7 đơn vị) | Tổng số (7 đơn vị)      | 17   | 17  | 17   | 51      |

## Quốc gia tham dự
| Quốc gia               | 10  | 18  | 22  | Số năm tham dự |
| ---------------------- | --- | --- | --- | -------------- |
|                        |     |     |     |                |
| Campuchia              |     |     | 14  | 1              |
| Trung Quốc             | 47  | 32  | 28  | 3              |
| Đài Bắc Trung Hoa      | 24  | 32  | 14  | 3              |
| Hồng Kông              | 24  | 29  | 28  | 3              |
| Ấn Độ                  |     | 31  |     | 1              |
| Indonesia              | 48  | 32  | 28  | 3              |
| Iran                   | 48  |     |     | 1              |
| Nhật Bản               | 24  |     |     | 1              |
| Triều Tiên             |     | 32  |     | 1              |
| Ma Cao                 | 48  |     | 28  | 2              |
| Malaysia               |     | 32  | 14  | 2              |
| Myanmar                | 24  | 30  | 28  | 3              |
| CHDCND Triều Tiên      |     |     | 28  | 1              |
| Philippines            |     | 27  |     | 1              |
| Singapore              | 48  | 32  | 27  | 3              |
| Hàn Quốc               | 24  |     | 28  | 2              |
| Thái Lan               | 48  | 32  | 28  | 3              |
|                        |     |     |     |                |
| Số lượng quốc gia      | 11  | 11  | 12  |                |
| Số lượng vận động viên | 407 | 341 | 293 |                |